# Bundesverband Güterkraftverkehr Logistik und Entsorgung
Der Bundesverband Güterkraftverkehr Logistik und Entsorgung (BGL) ist der Berufs- und Spitzenverband des Transportlogistikgewerbes in Deutschland. Der BGL betreut über seine Landesverbände rund 7000 Mitgliedsunternehmen. Diese betätigen sich schwerpunktmäßig in den Bereichen Straßengütertransport, Logistik, Spedition, Lagerung und Entsorgung. Der Verband firmiert in der Rechtsform eines eingetragenen Vereins in Frankfurt am Main; er verfügt weiterhin über Büros in Berlin und Brüssel.

## Geschichte
Die Wurzeln des BGL liegen in der Arbeitsgemeinschaft Güterfernverkehr (AGF) und der Arbeitsgemeinschaft Güternahverkehr (AGN), die beide bereits im September 1947 – und damit fast zwei Jahre vor der Bundesrepublik Deutschland – gegründet wurden. Die Bezeichnung „Güterkraftverkehr“ wird heute synonym zu „Straßengüterverkehr“ verwendet. 1964 benannte sich die AGF in Bundesverband des Deutschen Güterfernverkehrs (BDF) e. V. um und schuf unter ihrem Präsidenten Friedrich Möhrmann (* 19. Januar 1908) in der Folge z. B. das Logo fern-schnell-gut, den Brummi und die sogenannten BDF-Brücken – standardisierte Ladeeinheiten für den Kombinierten Verkehr Straße/Schiene, die noch heute „das Maß aller Dinge“ sind. 1997 änderte der BDF seinen Namen in Bundesverband Güterkraftverkehr und Logistik (BGL) e. V. und nahm 1999 – nach der Fusion mit dem Bundesverband Wirtschaftsverkehr und Entsorgung (BWE) e. V. – die heutige Vereinsbezeichnung an.

## Verbandszweck
Vertretung der im Bundesgebiet ansässigen Güterkraftverkehrsunternehmen in allen Bereichen der beruflich relevanten Politik (z. B. Verkehrs-, Wirtschafts-, Finanz- und Sozialrecht)

## Verbandsspitze
An der Spitze des Vereins steht der Vorstand, dessen Sprecher Dirk Engelhardt ist. Dem Vorstand zur Seite steht der Aufsichtsrat, bestehend aus Sandra Herbst, Klaus Akkermann, Reinhold Fisel, Thomas Heinbokel (Stellvertretender Vorsitzender) und Horst Kottmeyer (Vorsitzender).

## Mitglieder

### Landesverbände
Die 15 Landesverbände sind ebenfalls eingetragene Vereine.
1. Fachsparte Güterkraftverkehr im Verband des Württembergischen Verkehrsgewerbes
2. Fachvereinigung Güterkraftverkehr im Verband des Verkehrsgewerbes Baden
3. Landesverband Bayerischer Transport- und Logistikunternehmen (LBT)
4. Fachvereinigung Güterverkehr im Landesverband des Berliner und Brandenburger Verkehrsgewerbes (LBBV)
5. Landesverband Verkehrsgewerbe Bremen (LVB)
6. Verband Straßengüterverkehr und Logistik Hamburg (VSH)
7. Fachverband Güterkraftverkehr und Logistik Hessen
8. Fachvereinigung Güterverkehr des Landes Mecklenburg-Vorpommern im Landesverband des Verkehrsgewerbes Mecklenburg-Vorpommern (LV M-V)
9. Fachvereinigung Güterkraftverkehr und Entsorgung im Gesamtverband Verkehrsgewerbe Niedersachsen (GVN)
10. Landesverband TransportLogistik und Entsorgung im Verband Verkehrswirtschaft und Logistik Nordrhein-Westfalen
11. Fachsparte Güterkraftverkehr im Verband des Verkehrsgewerbes Rheinhessen-Pfalz
12. Fachvereinigung Güterkraftverkehr im Verband des Verkehrsgewerbes Rheinland
13. Fachvereinigung Güterkraftverkehr im Landesverband Verkehrsgewerbe Saarland
14. Fachvereinigung Straßengüterverkehr im Landesverband des Sächsischen Verkehrsgewerbes (LSV)
15. Fachvereinigung Güterverkehr im Landesverband des Verkehrsgewerbes Sachsen-Anhalt (LVSA)

### Bundesorganisationen
1. Bundesverband Schwertransporte und Kranarbeiten (BSK) e. V.
2. SVG Bundes-Zentralgenossenschaft Straßenverkehr eG
3. TRANSFRIGOROUTE DEUTSCHLAND e. V.